# Castelgandolfo Country Club
Castelgandolfo Country Club is een Italiaanse countryclub bij Castel Gandolfo ten ZO van Rome.
De golfbaan ligt onder in een oude, wijde krater. In de loop der eeuwen heeft het regenwater, dat de krater niet uit kan, het Albano meer doen ontstaan. De baan ligt beschut en zonnig, en vanaf de 7de eeuw heeft menig Romein er een villa laten bouwen. Rond de 11de eeuw bouwt de familie Gandolfi uit Genua het eerste deel van het kasteel op de westelijke heuvel van de krater.
Robert Trent Jones heeft er een golfbaan aangelegd. Als clubhuis wordt een villa gebruikt, die ooit gebouwd werd voor kardinaal Flavio Chigi, een neef van Paus Alexander VII. Het huis is in 1960 geheel gerestaureerd door architect Giorgio Braghiroli, die het later ook meubileerde.

## Roma Masters
Tweemaal is de Roma Masters op Castelgandolfo gespeeld. In 1992 regende het bijna constant, en werd het spel enkele keren onderbroken. De baan was erg drassig, hetgeen de score niet ten goede kwam.
- 1992: gewonnen door José Maria Cañizares met -2.
- 1993: gewonnen door Jean van de Velde met -7.